# 阿尔韦卢什 (巴塞卢什)
阿尔韦卢什是葡萄牙布拉加区的一个堂区。总面积4.22平方公里，总人口2168人，人口密度513.7人/平方公里。